# 每日工業報
每日工業報（Dagens industri）是在瑞典斯德哥爾摩出版的金融新聞報。
每日工業報在奧地利，愛沙尼亞，拉脫維亞，立陶宛，波蘭，俄國，蘇格蘭和斯洛文尼亞發行附刊。